# Karl Probst
Karl Probst (20 d'octubre de 1883 - 25 d'agost de 1963) va ser un enginyer independent estatunidenc i pioner de l'automoció, a qui se li atribueix la redacció dels plànols de disseny del primer prototip del Bantam Reconnaissance Car, també conegut com el "jeep" de la Segona Guerra Mundial, el 1940.

## Biografia
Va néixer a Point Pleasant, Virgínia Occidental, fill de Charles i Eva (Knight) Probst. Va estudiar enginyeria a la Universitat Estatal d'Ohio i es va graduar el 1906.
Probst va ser contractat per l'American Bantam Car Company el 1940 per ajudar-la a guanyar un contracte per proporcionar a l'exèrcit dels Estats Units un vehicle de reconeixement lleuger que pogués transportar tropes i equipament per terreny accidentat. Bantam havia proporcionat les especificacions a l'exèrcit, i Probst va esbossar el disseny del Jeep en dos dies. A partir del 17 de juny de 1940, el primer prototip construït a mà de Bantam estava complet i funcionant el 21 de setembre de 1940, complint just el termini de quaranta-nou dies, i va ser lliurat al Cos d'Intendents de l'Exèrcit per a les proves a Camp Holabird, Maryland.
Va morir a Dayton, Ohio, el 25 d'agost de 1963.

## Llegat
L' Autoritat Portuària del Comtat d'Allegheny ret homenatge a Karl Probst posant el seu nom en un o més dels autobusos urbans.
Cap al 1990, un carrer en forma de mitja lluna a Caen ( França ) va rebre el nom de Karl Probst, els dos extrems del qual desemboquen en un altre carrer que porta el nom del comodor John Hughes-Hallett, en un districte proper al museu Mémorial pour la Paix, on la majoria dels carrers commemoren personalitats vinculades a la Segona Guerra Mundial, la Resistència i la posterior creació de la Comunitat Europea.